# 全日本ドライバーズクラブ
全日本ドライバーズクラブ（ぜんにほんどらいば－ずくらぶ）は、平成初期に活動した、日本の政治団体。略称は「全ドラ」。

## 概要
1991年（平成3年）の東京都知事選、1992年（平成4年）の第16回参議院議員通常選挙、1995年（平成7年）の第17回参議院議員通常選挙で候補者を擁立した、いわゆるミニ政党の1つである。代表は、『車検で5万円トクする法』の著者である岡田三男。1991年（平成3年）2月21日に政治団体の届出を行い、事務所を福島県いわき市に置いた。

### 1991年東京都知事選
1991年東京都知事選では、代表の岡田が立候補している。選挙戦の直前に全日本ドライバーズクラブの政治団体届出を行った。なお、選挙公報には、ニューヨーク市立大学教授の霍見芳浩が岡田に寄せた応援メッセージが掲載されていた。結果は、7,374票（得票率0.16％、16候補中8位）に留まり落選した。

### 第16回参院選（1992年）
第16回参院選では、代表の岡田をはじめ9人が比例区から、東京都選挙区から1名の合計10人が立候補した。公約には、(1) 車検制度撤廃、(2) マイカーの重量税廃止、(3) 自賠責保険を運転免許証にかけること、(4) 行政改革で自動車税・自動車取得税を全廃、首都高速道路を無料とすること、(5) ネズミ捕り式交通取締りの禁止、の5項目を掲げた。他には政見放送で「消費税導入の代わりとして所得税の廃止」「都道府県を廃止し、地方自治を市区町村に一元化」などを訴えた。前年の都知事選の時と同様、霍見の応援メッセージも掲載されている。ちなみにこの選挙では、全日本ドライバーズクラブと同様に自動車分野に公約を絞ったミニ政党として、モーター新党も候補者を立てていた。
選挙結果は、全日本ドライバーズクラブの比例区得票は129,642票（得票率0.29％、38政党中17位）に留まり、議席獲得はならなかった。

### 第17回参院選（1995年）
第17回参院選では、代表の岡田が1人で比例区から、9人が選挙区（東京・愛知・大阪各3人）からの計10人が立候補した。このような立候補形態をとった理由は、第17回参院選から供託金が比例区で1人あたり400万円から600万円に、選挙区で1人あたり200万円から300万円に、それぞれ1.5倍値上げされたことへの対策のため、としている。
選挙公報記載の公約は、前回の公約から絞り込む形で、(1) 車検制度・重量税撤廃、(2) ネズミ捕り式取締り全廃、としているが、それに加えて(3) 暴走族を全国から無くすこと、を新たに掲げた。そのための方策としては、「車検制度撤廃によって仕事のなくなった運輸省自動車検査官は全員街頭へ出て、整備不良車、不法改造車の徹底取締りをやらせる」としている。
選挙結果は、比例区で194,834票（得票率0.48％、23政党中14位）に留まり、選挙区の各候補者も当選圏に遠く及ばず、議席獲得はならなかった。
この選挙を最後に、政治団体としての全日本ドライバーズクラブに目立った活動は見られない。

## 注
1. ↑  ベストセラーズ、1982年。ISBN 4-584-00476-5
2. 1 2  自治省選挙部政治資金課『政治団体名簿 平成5年版』地方財務協会、2頁。
3. 1 2  「参議院比例代表選出議員選挙公報」（全日本ドライバーズクラブ部分）平成4年7月26日執行。
4. ↑  「票変・95参院選 ミニ政党、選挙区に照準 供託金の値上げで比例区回避」『毎日新聞』1995年6月30日夕刊、22面。
5. 1 2  「参議院比例代表選出議員選挙公報」（全日本ドライバーズクラブ部分）平成7年7月23日執行。